# Aseraggodes herrei
Aseraggodes herrei är en fiskart som beskrevs av Seale, 1940. Aseraggodes herrei ingår i släktet Aseraggodes och familjen tungefiskar. IUCN kategoriserar arten globalt som otillräckligt studerad. Inga underarter finns listade i Catalogue of Life.